# Niccolò Caetani di Sermoneta
Nicola Caetani (Roma, 23 febbraio 1526 – Roma, 1º maggio 1585) è stato un cardinale e arcivescovo cattolico italiano.

## Biografia
Nacque a Roma il 23 febbraio 1526. Figlio cadetto di Camillo, terzo duca di Sermoneta, e della sua seconda moglie Flaminia Savelli, Nicolò era cugino di Alessandro Farnese, il papa Paolo III. Tra i suoi antenati un altro papa è presente, Bonifacio VIII, nato Benedetto Caetani, divenne poi zio di Enrico Caetani, prozio di Bonifazio e Antonio Caetani, e ancora di un discendente, il cardinale Luigi Caetani.
Fin dalla più tenera età fu avviato alla carriera ecclesiastica, considerata la sua condizione di non primogenitura. A soli dieci anni fu nominato cardinale in pectore nel concistoro del 22 dicembre 1536 da papa Paolo III. Fino alla nomina del cardinale Ranuccio Farnese è stato il porporato italiano più giovane.
Fu arcivescovo di Capua dal 5 maggio 1546 fino al 1548, anno in cui si dimise. Fu eletto amministratore apostolico della stessa arcidiocesi dal 12 maggio 1564 al 1572, quando nuovamente si dimise.
Fu nominato cardinale nel concistoro del 13 marzo 1538 e il 16 aprile dello stesso anno ricevette la porpora e la diaconia di San Nicola in Carcere.
Dal 9 marzo 1552 ebbe il titolo cardinalizio presbiterale pro illa vice, di Sant'Eustachio.
A gennaio del 1577 divenne camerlengo del Collegio cardinalizio, carica che mantenne fino all'inizio dell'anno successivo.
Morì il 1º maggio 1585 all'età di 59 anni a Roma. Fu sepolto nella Basilica della Santa Casa di Loreto, nell'atrio della cappella del Sacro Cuore.

## Conclavi
Nicola Caetani partecipò a diversi conclavi:
- conclave del 1549-1550, che elesse papa Giulio III,
- primo conclave del 1555, che elesse papa Marcello II,
- secondo conclave del 1555, che elesse papa Paolo IV,
- conclave del 1559, che elesse papa Pio IV,
- conclave del 1565-1566, che elesse papa Pio V,
- conclave del 1572, che elesse papa Gregorio XIII.

Non partecipò invece al conclave del 1585 che elesse papa Sisto V.

## Genealogia episcopale
La genealogia episcopale è:
- Arcivescovo Filippo Archinto
- Papa Pio IV
- Cardinale Giovanni Antonio Serbelloni
- Cardinale Carlo Borromeo
- Cardinale Niccolò Caetani di Sermoneta

## Albero genealogico
|                                         |                                  |                                | Genitori                             |  |  | Nonni |  |  | Bisnonni                                  |  |  | Trisnonni                                   |  |
|                                         |                                  |                                |                                      |  |  |       |  |  | Onorato Caetani, VII signore di Sermoneta |  |  | Giacomo Caetani, VI consignore di Sermoneta |  |
|                                         |                                  |                                |                                      |  |  |       |  |  | Onorato Caetani, VII signore di Sermoneta |  |  | Giacomo Caetani, VI consignore di Sermoneta |  |
|                                         |                                  | Giovannella Orsini             |                                      |  |  |       |  |  | Onorato Caetani, VII signore di Sermoneta |  |  |                                             |  |
| Guglielmo Caetani, II duca di Sermoneta |                                  |                                |                                      |  |  |       |  |  | Onorato Caetani, VII signore di Sermoneta |  |  |                                             |  |
|                                         |                                  | Caterina Orsini                | Francesco Orsini, I duca di Gravina  |  |  |       |  |  |                                           |  |  |                                             |  |
|                                         |                                  | Caterina Orsini                | Francesco Orsini, I duca di Gravina  |  |  |       |  |  |                                           |  |  |                                             |  |
|                                         |                                  | Caterina Orsini                | Maria Scillato, signora di Ceppaloni |  |  |       |  |  |                                           |  |  |                                             |  |
| Camillo Caetani, III duca di Sermoneta  |                                  | Caterina Orsini                |                                      |  |  |       |  |  |                                           |  |  |                                             |  |
|                                         |                                  | Bruno Conti, conte di Segni    | Alto Conti                           |  |  |       |  |  |                                           |  |  |                                             |  |
|                                         |                                  | Bruno Conti, conte di Segni    | Alto Conti                           |  |  |       |  |  |                                           |  |  |                                             |  |
|                                         |                                  | Bruno Conti, conte di Segni    | …                                    |  |  |       |  |  |                                           |  |  |                                             |  |
| Francesca Conti                         |                                  | Bruno Conti, conte di Segni    |                                      |  |  |       |  |  |                                           |  |  |                                             |  |
|                                         |                                  | Vannola dell'Anguilara         | Francesco dell'Anguillara            |  |  |       |  |  |                                           |  |  |                                             |  |
|                                         |                                  | Vannola dell'Anguilara         | Francesco dell'Anguillara            |  |  |       |  |  |                                           |  |  |                                             |  |
|                                         |                                  | Vannola dell'Anguilara         | Lucrezia Farnese                     |  |  |       |  |  |                                           |  |  |                                             |  |
| Niccolò Caetani di Sermoneta            |                                  | Vannola dell'Anguilara         |                                      |  |  |       |  |  |                                           |  |  |                                             |  |
|                                         | Mariano, IV signore di Palombara | Cola, III signore di Palombara |                                      |  |  |       |  |  |                                           |  |  |                                             |  |
|                                         | Mariano, IV signore di Palombara | Cola, III signore di Palombara |                                      |  |  |       |  |  |                                           |  |  |                                             |  |
|                                         | Mariano, IV signore di Palombara | …                              |                                      |  |  |       |  |  |                                           |  |  |                                             |  |
| Troilo Savelli, signore di Cantalupo    | Mariano, IV signore di Palombara |                                |                                      |  |  |       |  |  |                                           |  |  |                                             |  |
|                                         |                                  | Servenzia del Balzo            | …                                    |  |  |       |  |  |                                           |  |  |                                             |  |
|                                         |                                  | Servenzia del Balzo            | …                                    |  |  |       |  |  |                                           |  |  |                                             |  |
|                                         |                                  | Servenzia del Balzo            | …                                    |  |  |       |  |  |                                           |  |  |                                             |  |
| Flaminia Savelli                        |                                  | Servenzia del Balzo            |                                      |  |  |       |  |  |                                           |  |  |                                             |  |
|                                         |                                  | Giulio Orsini di Monterotondo  | Lorenzo Orsini di Monterotondo       |  |  |       |  |  |                                           |  |  |                                             |  |
|                                         |                                  | Giulio Orsini di Monterotondo  | Lorenzo Orsini di Monterotondo       |  |  |       |  |  |                                           |  |  |                                             |  |
|                                         |                                  | Giulio Orsini di Monterotondo  | Clarice Orsini di Bracciano          |  |  |       |  |  |                                           |  |  |                                             |  |
| Paola Orsini di Monterotondo            |                                  | Giulio Orsini di Monterotondo  |                                      |  |  |       |  |  |                                           |  |  |                                             |  |
|                                         |                                  | Margherita Conti               | …                                    |  |  |       |  |  |                                           |  |  |                                             |  |
|                                         |                                  | Margherita Conti               | …                                    |  |  |       |  |  |                                           |  |  |                                             |  |
|                                         |                                  | Margherita Conti               | …                                    |  |  |       |  |  |                                           |  |  |                                             |  |
|                                         |                                  | Margherita Conti               |                                      |  |  |       |  |  |                                           |  |  |                                             |  |